# اسماعیل فرزانه
اسماعیل خان فرزانه (درگذشته ۱۳۲۵ خورشیدی) دیپلمات دوره قاجار، وزیرمختار (سفیر) ایران در اسپانیا و نماینده استرآباد (گرگان) در دوره دوم مجلس شورای ملی بود.
پدرش میرزا علی‌نقی‌خان حکیم‌الممالک و پدربزرگش حاج اسماعیل خان پیشخدمت‌باشی بود. در روسیه و آلمان تحصیل کرد و پس از بازگشت به ایران به وزارت خارجه رفت. مدت‌ها در قفقاز مأموریت داشت  تا اینکه در دوره دوم مجلس شورای ملی، پس از آنکه دبیرالملک شیرازی از نمایندگی استرآباد (گرگان) استعفا داد تا معاون وزارت داخله (کشور) شود، با رأی مجلس به جای او برگزیده شد.
اسماعیل خان پس از پایان دوره نمایندگی‌اش رئیس محاکمات وزارت خارجه (مسئول امور حقوقی و قضائی اتباع بیگانه) شد. اما پس از یک سال در زمانی که وثوق‌الدوله وزیرخارجه وقت به سفر خارج رفته بود، به سبب جعل حکمی از این وزارت‌خانه اخراج شد اما در سال ۱۲۹۶ که وثوق‌الدوله بار دیگر وزیرخارجه شد، او را به این وزارت‌خانه برگرداندند و به عنوان وزیرمختار (سفیر) راهی اسپانیا شد.
او به چهار زبان فرانسه، آلمانی، روسی و ترکی استانبولی صحبت می‌کرد و با زبان عربی نیز آشنایی داشت.
فرزند او فریدون فرزانه آهنگساز و موسیقیدان پیشگام ایرانی بود.